# Copa América 1995
Navigation
Équateur 1993 Bolivie 1997
La Copa América 1995 est un tournoi de football qui s'est déroulé en Uruguay du 5 au 23 juillet 1995 et a été organisé par la CONMEBOL.
Tout comme lors de l'édition 1993, les participants sont les dix pays sud-américains (Argentine, Bolivie, Brésil, Chili, Colombie, Équateur, Paraguay, Pérou, Uruguay et Venezuela), auquel se rajoutent les États-Unis et le Mexique, nations invitées venant de la zone CONCACAF.
Les douze équipes sont réparties en trois groupes de quatre au premier tour. Les deux premiers de chaque groupe sont qualifiés pour les quarts de finale ainsi que les deux meilleurs troisièmes.
À domicile, l'Uruguay devient champion d'Amérique du sud pour la quatorzième fois en remportant la séance de tirs au but 5 à 3 contre le Brésil en finale (1-1, après prolongation).

## Premier tour

### Groupe A
| Classement final |           |     |   |   |   |   |    |    |      |
|                  | Équipe    | Pts | J | G | N | P | BP | BC | Diff |
| 1                | Uruguay   | 7   | 3 | 2 | 1 | 0 | 6  | 2  | +4   |
| 2                | Paraguay  | 6   | 3 | 2 | 0 | 1 | 5  | 4  | +1   |
| 3                | Mexique   | 4   | 3 | 1 | 1 | 1 | 5  | 4  | +1   |
| 4                | Venezuela | 0   | 3 | 0 | 0 | 3 | 4  | 10 | -6   |

| 5 juillet  | Uruguay  | 4 | 1 | Venezuela |
| 6 juillet  | Paraguay | 2 | 1 | Mexique   |
| 9 juillet  | Uruguay  | 1 | 0 | Paraguay  |
| 9 juillet  | Mexique  | 3 | 1 | Venezuela |
| 12 juillet | Paraguay | 3 | 2 | Venezuela |
| 13 juillet | Uruguay  | 1 | 1 | Mexique   |

| 5 juillet 1995 | Uruguay                                                      | 4 – 1   | Venezuela                   | Stade Centenario (Montevideo)                                |                                                              |
|                | Fonseca 14e · Otero 25e · Francescoli 75e (pen.) · Poyet 84e | (2 - 0) | Dolgetta 53e · S. Rivas 56e | Spectateurs : 32 000 Arbitrage : Salvador Imperatore Marcone | Spectateurs : 32 000 Arbitrage : Salvador Imperatore Marcone |

| 6 juillet 1995 | Paraguay                    | 2 – 1   | Mexique    | Campus Municipal (Maldonado)                  |                                               |
|                | Cardozo 63e · Samaniego 73e | (0 - 1) | García 44e | Spectateurs : 5 000 Arbitrage : Alfredo Rodas | Spectateurs : 5 000 Arbitrage : Alfredo Rodas |

| 9 juillet 1995 | Uruguay         | 1 – 0   | Paraguay | Stade Centenario (Montevideo)                              |                                                            |
|                | Francescoli 13e | (1 - 0) |          | Spectateurs : 40 000 Arbitrage : Márcio Rezende de Freitas | Spectateurs : 40 000 Arbitrage : Márcio Rezende de Freitas |

| 9 juillet 1995 | Mexique                                      | 3 – 1   | Venezuela                                          | Campus Municipal (Maldonado)                 |                                              |
|                | García 41e (pen.), 57e (pen.) · Espinoza 76e | (1 - 0) | Campos 65e (csc) · Tortolero 69e · L. González 89e | Spectateurs : 700 Arbitrage : Raúl Domínguez | Spectateurs : 700 Arbitrage : Raúl Domínguez |

| 12 juillet 1995 | Paraguay                                   | 3 – 2   | Venezuela                  | Campus Municipal (Maldonado)               |                                            |
|                 | Cardozo 35e · Villamayor 64e · Gamarra 83e | (1 - 1) | Miranda 13e · Dolgetta 68e | Spectateurs : 2 000 Arbitrage : Óscar Ruiz | Spectateurs : 2 000 Arbitrage : Óscar Ruiz |

| 13 juillet 1995 | Uruguay       | 1 – 1   | Mexique    | Stade Centenario (Montevideo)                     |                                                   |
|                 | Saralegui 79e | (0 - 0) | García 67e | Spectateurs : 10 000 Arbitrage : Javier Castrilli | Spectateurs : 10 000 Arbitrage : Javier Castrilli |

### Groupe B
| Classement final |          |     |   |   |   |   |    |    |      |
|                  | Équipe   | Pts | J | G | N | P | BP | BC | Diff |
| 1                | Brésil   | 9   | 3 | 3 | 0 | 0 | 6  | 0  | +6   |
| 2                | Colombie | 4   | 3 | 1 | 1 | 1 | 2  | 4  | -2   |
| 3                | Équateur | 3   | 3 | 1 | 0 | 2 | 2  | 3  | -1   |
| 4                | Pérou    | 1   | 3 | 0 | 1 | 2 | 2  | 5  | -3   |

| 7 juillet  | Colombie | 1 | 1 | Pérou    |
| 7 juillet  | Brésil   | 1 | 0 | Équateur |
| 10 juillet | Colombie | 1 | 0 | Équateur |
| 10 juillet | Brésil   | 2 | 0 | Pérou    |
| 13 juillet | Équateur | 2 | 1 | Pérou    |
| 13 juillet | Brésil   | 3 | 0 | Colombie |

| 7 juillet 1995 | Colombie     | 1 – 1   | Pérou        | Estadio Atilio Paiva Olivera (Rivera)                  |                                                        |
|                | Asprilla 68e | (0 - 0) | Palacios 80e | Spectateurs : 5 000 Arbitrage : Ernesto Filippi Cavani | Spectateurs : 5 000 Arbitrage : Ernesto Filippi Cavani |

| 7 juillet 1995 | Brésil       | 1 – 0   | Équateur | Estadio Atilio Paiva Olivera (Rivera)             |                                                   |
|                | Ronaldão 73e | (0 - 0) |          | Spectateurs : 10 000 Arbitrage : Javier Castrilli | Spectateurs : 10 000 Arbitrage : Javier Castrilli |

| 10 juillet 1995 | Colombie   | 1 – 0   | Équateur | Estadio Atilio Paiva Olivera (Rivera)      |                                            |
|                 | Rincón 44e | (1 - 0) |          | Spectateurs : 8 000 Arbitrage : Pablo Peña | Spectateurs : 8 000 Arbitrage : Pablo Peña |

| 10 juillet 1995 | Brésil                         | 2 – 0   | Pérou | Estadio Atilio Paiva Olivera (Rivera)         |                                               |
|                 | Zinho 77e (pen.) · Edmundo 82e | (0 - 0) |       | Spectateurs : 8 000 Arbitrage : Félix Benegas | Spectateurs : 8 000 Arbitrage : Félix Benegas |

| 13 juillet 1995 | Équateur            | 2 – 1   | Pérou                | Estadio Atilio Paiva Olivera (Rivera)                |                                                      |
|                 | Díaz 61e · Mora 75e | (0 - 0) | I. Hurtado 82e (csc) | Spectateurs : 10 000 Arbitrage : Eduardo Dluzniewski | Spectateurs : 10 000 Arbitrage : Eduardo Dluzniewski |

| 13 juillet 1995 | Brésil                                       | 3 – 0   | Colombie | Estadio Atilio Paiva Olivera (Rivera)                   |                                                         |
|                 | Leonardo 30e · Túlio 76e · Higuita 85e (csc) | (1 - 0) |          | Spectateurs : 10 000 Arbitrage : Ernesto Filippi Cavani | Spectateurs : 10 000 Arbitrage : Ernesto Filippi Cavani |

### Groupe C
| Classement final |            |     |   |   |   |   |    |    |      |
|                  | Équipe     | Pts | J | G | N | P | BP | BC | Diff |
| 1                | États-Unis | 6   | 3 | 2 | 0 | 1 | 5  | 2  | +3   |
| 2                | Argentine  | 6   | 3 | 2 | 0 | 1 | 6  | 4  | +2   |
| 3                | Bolivie    | 4   | 3 | 1 | 1 | 1 | 4  | 4  | 0    |
| 4                | Chili      | 1   | 3 | 0 | 1 | 2 | 3  | 8  | -5   |

| 8 juillet  | États-Unis | 2 | 1 | Chili      |
| 8 juillet  | Argentine  | 2 | 1 | Bolivie    |
| 11 juillet | Bolivie    | 1 | 0 | États-Unis |
| 11 juillet | Argentine  | 4 | 0 | Chili      |
| 14 juillet | Bolivie    | 2 | 2 | Chili      |
| 14 juillet | États-Unis | 3 | 0 | Argentine  |

| 8 juillet 1995 | États-Unis       | 2 – 1   | Chili        | Estadio Parque Artigas (Paysandú)                       |                                                         |
|                | Wynalda 14e, 20e | (2 - 0) | Rozental 63e | Spectateurs : 16 000 Arbitrage : Alberto Tejada Noriega | Spectateurs : 16 000 Arbitrage : Alberto Tejada Noriega |

| 8 juillet 1995 | Argentine                 | 2 – 1   | Bolivie    | Estadio Parque Artigas (Paysandú)                    |                                                      |
|                | Batistuta 70e · Balbo 81e | (0 - 0) | Angola 75e | Spectateurs : 20 000 Arbitrage : Eduardo Dluzniewski | Spectateurs : 20 000 Arbitrage : Eduardo Dluzniewski |

| 11 juillet 1995 | Bolivie        | 1 – 0   | États-Unis | Estadio Parque Artigas (Paysandú)                |                                                  |
|                 | Etcheverry 23e | (1 - 0) |            | Spectateurs : 16 000 Arbitrage : Paolo Borgosano | Spectateurs : 16 000 Arbitrage : Paolo Borgosano |

| 11 juillet 1995 | Argentine                                   | 4 – 0   | Chili | Estadio Parque Artigas (Paysandú)                     |                                                       |
|                 | Batistuta 1re, 51e · Simeone 6e · Balbo 54e | (2 - 0) |       | Spectateurs : 16 000 Arbitrage : Arturo Brizio Carter | Spectateurs : 16 000 Arbitrage : Arturo Brizio Carter |

| 14 juillet 1995 | Bolivie                 | 2 – 2   | Chili          | Estadio Parque Artigas (Paysandú)                       |                                                         |
|                 | Mercado 78e · Ramos 87e | (0 - 0) | Basay 55e, 61e | Spectateurs : 11 000 Arbitrage : Alberto Tejada Noriega | Spectateurs : 11 000 Arbitrage : Alberto Tejada Noriega |

| 14 juillet 1995 | États-Unis                           | 3 – 0   | Argentine | Estadio Parque Artigas (Paysandú)                         |                                                           |
|                 | Klopas 20e · Lalas 31e · Wynalda 58e | (2 - 0) |           | Spectateurs : 8 000 Arbitrage : Márcio Rezende de Freitas | Spectateurs : 8 000 Arbitrage : Márcio Rezende de Freitas |

## Quarts de finale
| 16 juillet 1995 | Colombie          | 1 – 1 a.p.                                                                                                 | Paraguay       | Stade Centenario (Montevideo)                                |                                                              |
| | Rincón 53e        | (0 - 1) | Villamayor 26e | Spectateurs : 25 000 Arbitrage : Salvador Imperatore Marcone | Spectateurs : 25 000 Arbitrage : Salvador Imperatore Marcone |
| · Rincón · Mendoza · Arboleda · Cabrera · Asprilla                                                                                       | Tirs au but 5 - 4 | · Jara · Acuña · Samaniego · Denis · Gamarra ·                                                             |                | Spectateurs : 25 000 Arbitrage : Salvador Imperatore Marcone | Spectateurs : 25 000 Arbitrage : Salvador Imperatore Marcone |
| Higuita - Cabrera, Mendoza, Bermúdez, Santa - Gaviria ( 46e Lozano), Álvarez, Rincón, Valderrama - Aristizábal ( 46e Arboleda), Asprilla | Équipes           | Battaglia - Villamayor, Gamarra, Ayala, Jara - Struway, Arce, Acuña, Samaniego - Báez ( 71e Denis), Campos |                | Spectateurs : 25 000 Arbitrage : Salvador Imperatore Marcone | Spectateurs : 25 000 Arbitrage : Salvador Imperatore Marcone |

| 16 juillet 1995 | Uruguay                 | 2 – 1 | Bolivie     | Stade Centenario (Montevideo)                  |                                                |
| | Otero 1re · Fonseca 30e | (2 - 0) | Sánchez 71e | Spectateurs : 45 000 Arbitrage : Alfredo Rodas | Spectateurs : 45 000 Arbitrage : Alfredo Rodas |
| Alvez - Méndez, Herrera, Moas, Silva - Dorta, Gutiérrez, Poyet ( 66e Saralegui), Francescoli - Fonseca ( 34e Sosa), Otero ( 71e Abeijón) | Équipes                 | Trucco - Rimba, Sánchez ( 88e Angola), Sandy, Cristaldo - Borja ( 56e Ruiz), J. Peña, Melgar, Baldivieso, Etcheverry - Mercado ( 46e A. Peña) |             | Spectateurs : 45 000 Arbitrage : Alfredo Rodas | Spectateurs : 45 000 Arbitrage : Alfredo Rodas |

| 17 juillet 1995 | États-Unis        | 0 – 0 a.p. | Mexique | Estadio Parque Artigas (Paysandú)          |                                            |
| |                   | (0 - 0) |         | Spectateurs : 6 500 Arbitrage : Óscar Ruiz | Spectateurs : 6 500 Arbitrage : Óscar Ruiz |
| · Wynalda · Moore · Caligiuri · Klopas                                                                                              | Tirs au but 4 - 1 | · García · Hermosillo · Coyote · |         | Spectateurs : 6 500 Arbitrage : Óscar Ruiz | Spectateurs : 6 500 Arbitrage : Óscar Ruiz |
| Friedel - Burns, Harkes, Lalas, Caligiuri - Stewart ( 73e Klopas), Dooley, Jones ( 87e Ramos), Reyna ( 73e Sorber) - Moore, Wynalda | Équipes           | Campos - Rodríguez, Suárez, Vidrio, Gutiérrez - R. Ramírez ( 73e Hermosillo), Coyote, Bernal ( 80e Ambríz), García Aspe ( 88e) - Espinoza ( 73e Martínez), García |         | Spectateurs : 6 500 Arbitrage : Óscar Ruiz | Spectateurs : 6 500 Arbitrage : Óscar Ruiz |

| 17 juillet 1995 | Brésil                 | 2 – 2 a.p. | Argentine                | Estadio Atilio Paiva Olivera (Rivera)                   |                                                         |
| | Edmundo 9e · Túlio 81e | (1 - 2) | Balbo 2e · Batistuta 29e | Spectateurs : 24 000 Arbitrage : Alberto Tejada Noriega | Spectateurs : 24 000 Arbitrage : Alberto Tejada Noriega |
| · Roberto Carlos · Túlio · André Cruz · Dunga · Edmundo                                                                                         | Tirs au but 4 - 2      | · Pérez · Acosta · Simeone · Fabbri · |                          | Spectateurs : 24 000 Arbitrage : Alberto Tejada Noriega | Spectateurs : 24 000 Arbitrage : Alberto Tejada Noriega |
| Taffarel - Jorginho, Aldair, André Cruz, Roberto Carlos - Dunga, César Sampaio ( 85e), Juninho Paulista, Leonardo ( 60e Túlio) - Edmundo, Sávio | Équipes                | Cristante - Zanetti, Fabbri, Cáceres, Chamot - Simeone, Astrada ( 45e), Borrelli, Ortega ( 46e Pérez) - Balbo ( 76e Acosta), Batistuta ( 60e Ayala) |                          | Spectateurs : 24 000 Arbitrage : Alberto Tejada Noriega | Spectateurs : 24 000 Arbitrage : Alberto Tejada Noriega |

## Demi-finales
| 19 juillet 1995 | Uruguay                  | 2 – 0 | Colombie | Stade Centenario (Montevideo)                  |                                                |
| | Adinolfi 51e · Otero 70e | (0 - 0) |          | Spectateurs : 20 000 Arbitrage : Félix Benegas | Spectateurs : 20 000 Arbitrage : Félix Benegas |
| Alvez - Méndez, Herrera, Moas, Silva - Dorta, Gutiérrez, Poyet ( 84e Saralegui), Adinolfi ( 79e Abeijón) - Francescoli ( 75e Martínez), Otero | Équipes                  | Higuita - Cabrera, Mendoza, Bermúdez, Santa ( 74e Cardona) - Lozano, Álvarez, Rincón, Valderrama - Arboleda ( 71e León), Asprilla |          | Spectateurs : 20 000 Arbitrage : Félix Benegas | Spectateurs : 20 000 Arbitrage : Félix Benegas |

| 20 juillet 1995 | Brésil     | 1 – 0 | États-Unis | Campus Municipal (Maldonado)                  |                                               |
| | Aldair 13e | (1 - 0) |            | Spectateurs : 8 000 Arbitrage : Alfredo Rodas | Spectateurs : 8 000 Arbitrage : Alfredo Rodas |
| Taffarel - Jorginho, Aldair, André Cruz, Roberto Carlos - Dunga, Leandro ( 29e Beto), Juninho Paulista, Zinho - Edmundo, Sávio ( 75e Túlio) | Équipes    | Friedel - Burns, Harkes, Lalas, Caligiuri - Stewart, Dooley, Jones ( 68e Klopas), Ramos - Moore, Wynalda ( 77e Sorber) |            | Spectateurs : 8 000 Arbitrage : Alfredo Rodas | Spectateurs : 8 000 Arbitrage : Alfredo Rodas |

## Match pour la troisième place
| 22 juillet 1995                                                                                          | Colombie                                                  | 4 – 1 | États-Unis       | Campus Municipal (Maldonado)                                |                                                             |
| | Quiñónez 30e · Valderrama 38e · Asprilla 50e · Rincón 76e | (2 - 0) | Moore 52e (pen.) | Spectateurs : 2 500 Arbitrage : Salvador Imperatore Marcone | Spectateurs : 2 500 Arbitrage : Salvador Imperatore Marcone |
| Higuita - Cabrera, Mendoza, Bermúdez, Cardona - Lozano, Álvarez, Rincón, Valderrama - Quiñónez, Asprilla | Équipes                                                   | Keller - Burns ( 63e Jones), Lapper, Lalas, Caligiuri - Stewart, Klopas, Sorber ( 37e Ramos), Reyna - Moore, Kirovski ( 46e Kerr) |                  | Spectateurs : 2 500 Arbitrage : Salvador Imperatore Marcone | Spectateurs : 2 500 Arbitrage : Salvador Imperatore Marcone |

## Finale
| 23 juillet 1995 | Uruguay           | 1 – 1 a.p. | Brésil    | Stade Centenario (Montevideo)                         |                                                       |
| | Bengoechea 51e    | (0 - 1) | Túlio 37e | Spectateurs : 60 000 Arbitrage : Arturo Brizio Carter | Spectateurs : 60 000 Arbitrage : Arturo Brizio Carter |
| · Francescoli · Bengoechea · Herrera · Gutiérrez · Martínez | Tirs au but 5 - 3 | · Roberto Carlos · Zinho · Túlio · Dunga · |           | Spectateurs : 60 000 Arbitrage : Arturo Brizio Carter | Spectateurs : 60 000 Arbitrage : Arturo Brizio Carter |
| Alvez - Méndez, Herrera, Moas, Silva ( 35e Adinolfi) - Dorta ( 46e Bengoechea), Gutiérrez, Poyet, Francescoli - Fonseca ( 46e Martínez), Otero · Entraîneur : Héctor Núñez | Équipes           | Taffarel - Jorginho, Aldair, André Cruz, Roberto Carlos - Dunga, César Sampaio, Juninho Paulista ( 69e Beto), Zinho - Edmundo, Túlio · Entraîneur : Mário Zagallo |           | Spectateurs : 60 000 Arbitrage : Arturo Brizio Carter | Spectateurs : 60 000 Arbitrage : Arturo Brizio Carter |

| Copa América 1995 - Vainqueur Uruguay 14e titre |

## Meilleurs buteurs
4 buts
- Gabriel Batistuta
- Luis García Postigo

3 buts
- Abel Balbo
- Túlio
- Freddy Rincón
- Marcelo Otero
- Eric Wynalda